# ATP Challenger Series 1980
L'ATP Challenger Series è il secondo livello di tornei per professionisti organizzata dall'ATP. Il circuito prevede tornei con un montepremi che può variare da 25.000 a 150.000 dollari.

## Calendario

### Gennaio
Nessun evento

### Febbraio
Nessun evento

### Marzo
| Settimana | Torneo                                                                                       | Vincitore                                  | Finalista                         | Semifinalisti               | Eliminati ai quarti                                    |
| --------- | -------------------------------------------------------------------------------------------- | ------------------------------------------ | --------------------------------- | --------------------------- | ------------------------------------------------------ |
| 3 marzo   | Kaduna Challenger Kaduna, Nigeria Terra rossa €42.500+H Singolare - Doppio                   | Chris Mayotte 1–6, 6–3, 6–3                | John Feaver                       | Roland Steigler Mark Turpin | Filip Krajcik Welry Fritz Toby Crabel Larry Stefanki   |
| 3 marzo   | Kaduna Challenger Kaduna, Nigeria Terra rossa €42.500+H Singolare - Doppio                   | Chris Mayotte Larry Stefanki 6–4, 3–6, 6–2 | Robyn Drysdale John Feaver        | Roland Steigler Mark Turpin | Filip Krajcik Welry Fritz Toby Crabel Larry Stefanki   |
| 17 marzo  | ATP Linz Linz, Austria Cemento indoor €42.500+H Singolare - Doppio                           | Tony Graham 3–6, 7–6, 6–4                  | Onny Parun                        | Andreas Maurer John Feaver  | Bruce Foxworth Roland Steigler Chris Mayotte Hans Kary |
| 17 marzo  | ATP Linz Linz, Austria Cemento indoor €42.500+H Singolare - Doppio                           | Tony Graham Belus Prajoux 6–2, 4–6, 7–5    | Robert Reinlinger Helmar Stiegler | Andreas Maurer John Feaver  | Bruce Foxworth Roland Steigler Chris Mayotte Hans Kary |
| 31 marzo  | San Luis Potosí Challenger San Luis Potosí, Messico Terra rossa €42.500+H Singolare - Doppio | Adolfo Gonzalez 6–4, 6–4                   | Guillermo Stevens                 | Rick Fagel Ramiro Benavides | Joaquín Loyo-Mayo Larry Loeb Filip Krajcik Brad Guan   |
| 31 marzo  | San Luis Potosí Challenger San Luis Potosí, Messico Terra rossa €42.500+H Singolare - Doppio | Mike Barr Rejean Genois 6–4, 6–4           | Ramiro Benavides Gabriel Urpi     | Rick Fagel Ramiro Benavides | Joaquín Loyo-Mayo Larry Loeb Filip Krajcik Brad Guan   |

### Aprile
| Settimana | Torneo                                                                         | Vincitore                                  | Finalista                    | Semifinalisti                    | Eliminati ai quarti                                       |
| --------- | ------------------------------------------------------------------------------ | ------------------------------------------ | ---------------------------- | -------------------------------- | --------------------------------------------------------- |
| 2 aprile  | Shimizu City Challenger Shimizu, Giappone Cemento $25.500 Singolare - Doppio   | Markus Günthardt 2–6, 6–4, 6–3             | Cliff Letcher                | Tsuyoshi Fukui John Marks        | Chris Kachel Jun Kamiwazumi Robert Bettauer Wayne Pascoe  |
| 2 aprile  | Shimizu City Challenger Shimizu, Giappone Cemento $25.500 Singolare - Doppio   | Syd Ball Cliff Letcher 6–7, 6–3, 6–2       | Chris Kachel John Marks      | Tsuyoshi Fukui John Marks        | Chris Kachel Jun Kamiwazumi Robert Bettauer Wayne Pascoe  |
| 9 aprile  | Maebashi City Challenger Maebashi, Giappone Cemento $25.500 Singolare - Doppio | Greg Whitecross 2–6, 6–4, 7–6              | Craig A. Miller              | Markus Günthardt John Fitzgerald | Mike Shore Beejong Sisson Peter Holl Jun Kuki             |
| 9 aprile  | Maebashi City Challenger Maebashi, Giappone Cemento $25.500 Singolare - Doppio | Chris Kachel John Marks 6–4, 7–6           | Syd Ball Cliff Letcher       | Markus Günthardt John Fitzgerald | Mike Shore Beejong Sisson Peter Holl Jun Kuki             |
| 25 aprile | Toyota City Challenger Toyota, Giappone Cemento $25.500 Singolare - Doppio     | Russell Simpson 6–4, 6–4                   | Brad Drewett                 | Chris Johnstone John Fitzgerald  | Jun Kuki Cliff Letcher Tsuyoshi Fukui Jorge Andrew        |
| 25 aprile | Toyota City Challenger Toyota, Giappone Cemento $25.500 Singolare - Doppio     | Syd Ball Cliff Letcher 6–3, 6–4            | Chris Kachel Russell Simpson | Chris Johnstone John Fitzgerald  | Jun Kuki Cliff Letcher Tsuyoshi Fukui Jorge Andrew        |
| 28 aprile | Parioli Challenger Parioli, Italia Terra rossa $100.000 Singolare - Doppio     | Corrado Barazzutti 1–6, 6–3, 6–2           | Dominique Bedel              | Onny Parun Paolo Bertolucci      | Michael Grant Terry Rocavert Hans Kary Jairo Velasco, Sr. |
| 28 aprile | Parioli Challenger Parioli, Italia Terra rossa $100.000 Singolare - Doppio     | Klaus Eberhard Ulrich Marten 3–6, 6–3, 7–5 | Karl Meiler Werner Zirngibl  | Onny Parun Paolo Bertolucci      | Michael Grant Terry Rocavert Hans Kary Jairo Velasco, Sr. |

### Maggio
| Settimana | Torneo                                                                       | Vincitore                      | Finalista                | Semifinalisti                   | Eliminati ai quarti                                               |
| --------- | ---------------------------------------------------------------------------- | ------------------------------ | ------------------------ | ------------------------------- | ----------------------------------------------------------------- |
| 6 maggio  | Galatina Challenger Galatina, Italia Terra rossa $100.000 Singolare - Doppio | Gilles Moretton 6–1, 3–6, 6–2  | Stefan Simonsson         | Werner Zirngibl Dominique Bedel | Christophe Freyss Ramiro Benavides Alejandro Pierola Gabriel Urpi |
| 6 maggio  | Galatina Challenger Galatina, Italia Terra rossa $100.000 Singolare - Doppio | Syd Ball Chris Kachel 6–2, 6–1 | Tim Garcia Michael Grant | Werner Zirngibl Dominique Bedel | Christophe Freyss Ramiro Benavides Alejandro Pierola Gabriel Urpi |

### Giugno
| Settimana | Torneo                                                                      | Vincitore                                  | Finalista                      | Semifinalisti                       | Eliminati ai quarti                                                     |
| --------- | --------------------------------------------------------------------------- | ------------------------------------------ | ------------------------------ | ----------------------------------- | ----------------------------------------------------------------------- |
| 2 giugno  | Kent Championships Beckenham, Gran Bretagna Erba $25.500 Singolare - Doppio | Onny Parun 6–4, 4–6, 9-7                   | Sandy Mayer                    | Paul Kronk Leo Palin                | Tom Gorman Tony Graham Anand Amritraj Sashi Menon                       |
| 2 giugno  | Kent Championships Beckenham, Gran Bretagna Erba $25.500 Singolare - Doppio | John Austin Van Winitsky W/O               | Chris Johnstone                | Paul Kronk Leo Palin                | Tom Gorman Tony Graham Anand Amritraj Sashi Menon                       |
| 2 giugno  | Cuneo Challenger Cuneo, Italia Terra rossa $100.000 Singolare - Doppio      | Ricardo Cano 7–5, 6–2                      | Mario Martínez                 | Gabriel Urpi Christophe Casa        | Carlos Gattiker Werner Zirngibl Dominique Bedel Ricardo Ycaza           |
| 2 giugno  | Cuneo Challenger Cuneo, Italia Terra rossa $100.000 Singolare - Doppio      | Ricardo Cano Carlos Gattiker 4–6, 7–6, 6–2 | Mario Martínez Pedro Rebolledo | Gabriel Urpi Christophe Casa        | Carlos Gattiker Werner Zirngibl Dominique Bedel Ricardo Ycaza           |
| 30 giugno | Lugo Challenger Lugo, Italia Terra rossa $100.000 Singolare - Doppio        | Tony Giammalva 6–3, 6–4, 6–4               | Gustavo Guerrero               | Fernando Dalla-Fontana Ricardo Cano | Eduardo Bengoechea Jean-François Caujolle Carlos Kirmayr Gianni Ocleppo |
| 30 giugno | Lugo Challenger Lugo, Italia Terra rossa $100.000 Singolare - Doppio        | John Fitzgerald Cliff Letcher 6–1, 6–3     | Ricardo Cano Carlos Kirmayr    | Fernando Dalla-Fontana Ricardo Cano | Eduardo Bengoechea Jean-François Caujolle Carlos Kirmayr Gianni Ocleppo |

### Luglio
Nessun evento

### Agosto
| Settimana | Torneo                                                                                     | Vincitore                                  | Finalista                           | Semifinalisti                   | Eliminati ai quarti                                                    |
| --------- | ------------------------------------------------------------------------------------------ | ------------------------------------------ | ----------------------------------- | ------------------------------- | ---------------------------------------------------------------------- |
| 4 agosto  | Zell Am See Challenger Zell Am See, Austria Terra rossa €42.500+H Singolare - Doppio       | Peter McNamara 6–4, 6–1, 7–5               | Chris Lewis                         | Heinz Günthardt Dominique Bedel | Haroon Ismail Onny Parun Pavel Složil Wayne Hampson                    |
| 4 agosto  | Zell Am See Challenger Zell Am See, Austria Terra rossa €42.500+H Singolare - Doppio       | Jiří Hřebec Pavel Hutka 3–6, 7–5, 7–6, 6–2 | Wayne Pascoe Dave Siegler           | Heinz Günthardt Dominique Bedel | Haroon Ismail Onny Parun Pavel Složil Wayne Hampson                    |
| 11 agosto | Royan Challenger Royan, Francia Terra rossa $75.000 Singolare - Doppio                     | Christophe Casa 6–7, 6–4, 6–1, 6–0         | Dominique Bedel                     | Bernard Fritz Haroon Ismail     | Dave Siegler Wayne Hampson Jan Gunnarsson Stefan Svensson              |
| 11 agosto | Royan Challenger Royan, Francia Terra rossa $75.000 Singolare - Doppio                     | Dave Siegler Robbie Venter 6–4, 6–4        | Jan Gunnarsson Stefan Svensson      | Bernard Fritz Haroon Ismail     | Dave Siegler Wayne Hampson Jan Gunnarsson Stefan Svensson              |
| 18 agosto | Le Touquet Challenger Le Touquet, Francia Terra rossa $75.000 Singolare - Doppio           | Christophe Casa 6–4, 5–7, 6–4, 4–6, 6–2    | Jérôme Vanier                       | Éric Deblicker Ángel Giménez    | Kjell Johansson José López Maeso Hans Simonsson Hervé Gauvain          |
| 18 agosto | Le Touquet Challenger Le Touquet, Francia Terra rossa $75.000 Singolare - Doppio           | Dave Siegler Robbie Venter 7–6, 4–6, 6–3   | Hans Simonsson Tenny Svensson       | Éric Deblicker Ángel Giménez    | Kjell Johansson José López Maeso Hans Simonsson Hervé Gauvain          |
| 18 agosto | Rio de Janeiro Challenger Rio de Janeiro, Brasile Terra rossa €42.500+H Singolare - Doppio | Carlos Kirmayr 6–4, 6–0                    | Carlos Landó                        | Marcos Hocevar Charles Strode   | Carlos Gattiker Eduardo Bengoechea Fernando Dalla-Fontana Ricardo Cano |
| 18 agosto | Rio de Janeiro Challenger Rio de Janeiro, Brasile Terra rossa €42.500+H Singolare - Doppio | Ricardo Cano Cássio Motta 6–4, 6–4         | Alejandro Ganzábal Gustavo Guerrero | Marcos Hocevar Charles Strode   | Carlos Gattiker Eduardo Bengoechea Fernando Dalla-Fontana Ricardo Cano |
| 25 agosto | Brussels Challenger Bruxelles, Belgio Terra rossa $75.000 Singolare - Doppio               | Kjell Johansson 6–3, 6–4                   | Georges Goven                       | Eddie Edwards Sivagnanam Suresh | Christophe Freyss Ramiro Benavides Hans Simonsson Chris Johnstone      |
| 25 agosto | Brussels Challenger Bruxelles, Belgio Terra rossa $75.000 Singolare - Doppio               | Eddie Edwards Craig Edwards 6–1, 6–2       | Doug Adler Chris Johnstone          | Eddie Edwards Sivagnanam Suresh | Christophe Freyss Ramiro Benavides Hans Simonsson Chris Johnstone      |
| 25 agosto | Porto Alegre Challenger Porto Alegre, Brasile Terra rossa €42.500+H Singolare - Doppio     | Thomaz Koch 6–7, 6–2, 7–6, 7–5             | Carlos Kirmayr                      | Belus Prajoux Ricardo Cano      | Gustavo Guerrero Alejandro Gattiker José Luis Damiani Charles Strode   |
| 25 agosto | Porto Alegre Challenger Porto Alegre, Brasile Terra rossa €42.500+H Singolare - Doppio     | Jorge Andrew Markus Günthardt 6–3, 6–1     | Paulo Cleto Carlos Kirmayr          | Belus Prajoux Ricardo Cano      | Gustavo Guerrero Alejandro Gattiker José Luis Damiani Charles Strode   |

### Settembre
| Settimana    | Torneo                                                                                 | Vincitore                                   | Finalista                      | Semifinalisti                      | Eliminati ai quarti                                            |
| ------------ | -------------------------------------------------------------------------------------- | ------------------------------------------- | ------------------------------ | ---------------------------------- | -------------------------------------------------------------- |
| 1º settembre | Curitiba Challenger Curitiba, Brasile Terra rossa €42.500+H Singolare - Doppio         | Gustavo Guerrero 7–6, 6–3                   | Marcos Hocevar                 | Charles Strode João Soares         | Givaldo Barbosa Morris Strode Cary Stansbury José Luis Damiani |
| 1º settembre | Curitiba Challenger Curitiba, Brasile Terra rossa €42.500+H Singolare - Doppio         | Jorge Andrew Markus Günthardt 4–6, 6–3, 7–6 | Kevin Harris Craig Wittus      | Charles Strode João Soares         | Givaldo Barbosa Morris Strode Cary Stansbury José Luis Damiani |
| 1º settembre | Torino Challenger Torino, Italia Terra rossa $100.000 Singolare - Doppio               | Robbie Venter 6–2, 6–1                      | Miguel Mir                     | Maurizio Bonaiti Alejandro Pierola | Hervé Gauvain Kjell Johansson Frank Puncec Patrick Proisy      |
| 1º settembre | Torino Challenger Torino, Italia Terra rossa $100.000 Singolare - Doppio               | Jai Di Louie Wayne Hampson 6–3, 6–4         | Dave Siegler Robbie Venter     | Maurizio Bonaiti Alejandro Pierola | Hervé Gauvain Kjell Johansson Frank Puncec Patrick Proisy      |
| 8 settembre  | Campinas Challenger Campinas, Brasile Terra rossa €42.500+H Singolare - Doppio         | Ricardo Cano 6–3, 4–6, 6–2                  | José Luis Damiani              | Guillermo Aubone Ney Keller        | Gustavo Guerrero Júlio Góes João Soares Marcos Hocevar         |
| 8 settembre  | Campinas Challenger Campinas, Brasile Terra rossa €42.500+H Singolare - Doppio         | Marcos Hocevar João Soares 7–5, 6–1         | Ney Keller Cássio Motta        | Guillermo Aubone Ney Keller        | Gustavo Guerrero Júlio Góes João Soares Marcos Hocevar         |
| 15 settembre | Cosenza Challenger Cosenza, Italia Terra rossa $100.000 Singolare - Doppio             | Ricardo Ycaza 6–1, 6–4                      | Alejandro Pierola              | Diego Pérez Ramiro Benavides       | Chris Mayotte Anders Järryd Marko Ostoja Jai Di Louie          |
| 15 settembre | Cosenza Challenger Cosenza, Italia Terra rossa $100.000 Singolare - Doppio             | Ernie Ewert Brad Guan 7–6, 6–3              | Ismail El Shafei Ricardo Ycaza | Diego Pérez Ramiro Benavides       | Chris Mayotte Anders Järryd Marko Ostoja Jai Di Louie          |
| 24 settembre | Messina Challenger Messina, Italia Terra rossa $50.000 Singolare - Doppio              | Anders Järryd 6–4, 5–7, 6–2                 | Chris Mayotte                  | Ezio Di Matteo Brad Guan           | Franco Merlone Stefan Svensson Ernie Ewert Massimo Grassotti   |
| 24 settembre | Messina Challenger Messina, Italia Terra rossa $50.000 Singolare - Doppio              | Ernie Ewert Brad Guan 6–3, 6–4              | Gianni Marchetti Enzo Vattuone | Ezio Di Matteo Brad Guan           | Franco Merlone Stefan Svensson Ernie Ewert Massimo Grassotti   |
| 29 settembre | Mexico City Challenger Città del Messico, Messico Cemento €42.500+H Singolare - Doppio | Jorge Andrew 6–3, 6–4                       | Scott McCain                   | John Hayes Emilio Montano          | Glen Holroyd Anand Amritraj Ian Harris Steve Docherty          |
| 29 settembre | Mexico City Challenger Città del Messico, Messico Cemento €42.500+H Singolare - Doppio | Scott McCain Larry Stefanki 6–3, 6–3        | Glen Holroyd Craig Wittus      | John Hayes Emilio Montano          | Glen Holroyd Anand Amritraj Ian Harris Steve Docherty          |

### Ottobre
Nessun evento

### Novembre
Nessun evento

### Dicembre
| Settimana   | Torneo                                                                                   | Vincitore                                | Finalista                          | Semifinalisti            | Eliminati ai quarti                                                    |
| ----------- | ---------------------------------------------------------------------------------------- | ---------------------------------------- | ---------------------------------- | ------------------------ | ---------------------------------------------------------------------- |
| 1º dicembre | Buenos Aires Challenger Buenos Aires, Argentina Terra rossa €42.500+H Singolare - Doppio | Eduardo Bengoechea 7–6, 6–2              | Carlos Castellan                   | Ricardo Cano Diego Pérez | Fernando Dalla-Fontana Enrique Caviglia Gustavo Tiberti Charles Strode |
| 1º dicembre | Buenos Aires Challenger Buenos Aires, Argentina Terra rossa €42.500+H Singolare - Doppio | Ricardo Cano Roberto Carruthers 6–2, 6–4 | Carlos Gattiker Alejandro Gattiker | Ricardo Cano Diego Pérez | Fernando Dalla-Fontana Enrique Caviglia Gustavo Tiberti Charles Strode |